# The Way of the Fist
The Way of The Fist es el primer álbum de estudio de la banda estadounidense de Heavy metal Five Finger Death Punch. Lanzado el 31 de julio de 2007. El álbum vendió 3800 copias en su primera semana de lanzamiento.[cita requerida] The Way of the Fist hizo su debut en Billboard 200 el 18 de agosto de 2007, iniciando en el puesto N.º 199 y alcanzando el puesto N.º 107. Obtuvo como certificado de ventas el Disco de Oro por sus más de 500 000 copias vendidas al 1 de abril de 2010. Este es el único álbum de la banda con el guitarrista Darrell Roberts.

## Grabación y lanzamiento
La banda entró en Next Level Studios y Complex Studios en Los Ángeles, California, para grabar The Way of the Fist. El álbum fue grabado con Stevo "Shotgun" Bruno (Mötley Crüe, Prong) y Mike Sarkisyan (Spineshank) y fue mezclado por el antiguo guitarrista de Machine Head y Soulfly, Logan Mader. Poco tiempo después, se firmó un acuerdo con Firm Music, una rama de The Firm. Fue lanzado el 31 de julio de 2007 y vendió 5.400 copias en su primera semana de lanzamiento, alcanzándole para debutar en el puesto número 199 en la lista Billboard 200 y alcanzó el puesto N° 107. El álbum vendió 1.400 copias adicionales en descargas digitales en su primera semana de lanzamiento.

## Reediciones

### Reedición de 2008
El 13 de mayo de 2008 The Way Of The Fist fue relanzado. El relanzamiento contenía tres nuevos bonus tracks, "Never Enough", "Stranger than Fiction", y una versión acústica de "The Bleeding". Las tres canciones también podían ser obtenidas en el sitio web de la banda por cualquiera que hubiera comprado una copia del lanzamiento original del álbum.

### Edición: "Iron Fist"
El 22 de noviembre de 2010, el álbum se reeditó de nuevo como un estuche de lujo titulado The Way of The Fist: Iron Fist Edition. Esta versión incluye nuevas ilustraciones, un documental en DVD, The Legend of The Fist Vol. 1, vídeos musicales de "The Bleeding", "Never Enough" y "The Way of the Fist", un CD extra con 11 caras B y rarezas, tarjetas de intercambio y un póster y calendario exclusivos. Uno de los temas del segundo disco "From Out of Nowhere" fue originalmente tocado en vivo.  Más tarde lo grabaron y lo publicaron en el segundo disco.

## Lista de canciones
| The Way of the Fist |                         |                                         |          |  |
| N.º                 | Título                  | Escritor(es)                            | Duración |  |
| 1.                  | «Ashes»                 | Bathory, Moody                          | 3:46     |  |
| 2.                  | «The Way of the Fist»   | Bathory, Moody                          | 3:59     |  |
| 3.                  | «Salvation»             | Bathory, Moody, Snell, Spencer          | 3:20     |  |
| 4.                  | «The Bleeding»          | Bathory, Moody                          | 4:29     |  |
| 5.                  | «A Place to Die»        | Bathory, Moody                          | 3:42     |  |
| 6.                  | «The Devil's Own»       | Bathory, Moody, Snell, Spencer          | 4:14     |  |
| 7.                  | «White Knuckles»        | Bathory, Moody, Snell, Spencer, Roberts | 4:10     |  |
| 8.                  | «Can't Heal You»        | Bathory, Moody, Snell, Spencer          | 3:02     |  |
| 9.                  | «Death Before Dishonor» | Bathory, Moody, Spencer                 | 3:56     |  |
| 10.                 | «Meet the Monster»      | Bathory, Moody, Spencer                 | 4:24     |  |
| 38:58               |                         |                                         |          |  |

Bonus tracks del re-lanzamiento de 2008.

| Re-release Bonus Tracks |                           |          |  |
| N.º                     | Título                    | Duración |  |
| 11.                     | «Never Enough»            | 3:31     |  |
| 12.                     | «Stranger Than Fiction»   | 3:20     |  |
| 13.                     | «The Bleeding» (Acoustic) | 3:36     |  |

Edición Reino Unido.

| UK edition |                          |          |  |
| N.º        | Título                   | Duración |  |
| 1.         | «Ashes»                  | 3:44     |  |
| 2.         | «The Way of the Fist»    | 3:58     |  |
| 3.         | «Salvation»              | 3:20     |  |
| 4.         | «The Bleeding»           | 4:28     |  |
| 5.         | «A Place to Die»         | 3:40     |  |
| 6.         | «The Devil's Own»        | 4:12     |  |
| 7.         | «White Knuckles»         | 4:09     |  |
| 8.         | «Never Enough»           | 3:29     |  |
| 9.         | «Stranger Than Fiction»  | 3:20     |  |
| 10.        | «Can't Heal You»         | 3:03     |  |
| 11.        | «Death Before Dishonour» | 3:54     |  |
| 12.        | «Meet the Monster»       | 4:22     |  |

Bonus tracks edición de Reino Unido.

| UK edition Bonus Tracks |                                             |          |  |
| N.º                     | Título                                      | Duración |  |
| 13.                     | «From Out of Nowhere» (Faith No More cover) | 3:23     |  |
| 14.                     | «The Devil's Own» (Live)                    | 4:56     |  |

Disco adicional edición Iron Fist

| Iron Fist Edition bonus disc |                                             |          |  |
| N.º                          | Título                                      | Duración |  |
| 1.                           | «A New Level» (Pantera Cover)               | 4:00     |  |
| 2.                           | «From Out of Nowhere» (Faith No More cover) | 3:24     |  |
| 3.                           | «Succubus» (Demo)                           | 3:09     |  |
| 4.                           | «Salvation» (Live)                          | 3:45     |  |
| 5.                           | «The Way of The Fist» (Live)                | 4:31     |  |
| 6.                           | «White Knuckles» (Live)                     | 6:16     |  |
| 7.                           | «Salvation» (Instrumental)                  | 3:22     |  |
| 8.                           | «The Bleeding» (Instrumental)               | 4:29     |  |
| 9.                           | «The Way of the Fist» (Instrumental)        | 4:02     |  |
| 10.                          | «The Devil's Own» (Instrumental)            | 4:15     |  |
| 11.                          | «Never Enough» (Instrumental)               | 3:30     |  |

## Posicionamiento
| Listas (2007)             | Mejor posición |
| ------------------------- | -------------- |
| Finnish Albums Chart      | 28             |
| US Billboard 200          | 107            |
| US Billboard Heat Seekers | 1              |

## Sencillos
Tres sencillos fueron lanzados del álbum: "The Bleeding", "Never Enough" y "Stranger Than Fiction".
| 2007 | "The Bleeding"          | 9  |
| 2008 | "Never Enough"          | 9  |
| 2008 | "Stranger Than Fiction" | 16 |

## Personal
| Five Finger Death Punch - Ivan L. Moody – Vocalista - Zoltan Bathory – Guitarras - Darrell Roberts – Guitarras en "White Knuckles" - Matt Snell – Bajista, coro - Jeremy Spencer – Batería Músicos adicionales - Uros Raskovski – Solo de Guitarra en "The Bleeding" | Producción - Zoltan Bathory and Jeremy Spencer - Productor - Logan Mader – Mezcla de audio y masterización de audio - Stevo "Shotgun" Bruno - Ingeniero de Audio - Mike Sarkisyan – Ingeniero - George Alayon – Ingeniero - Sxv'Leithan Essex – Artista |